# Oldboy (2003)
Oldboy (hangul: 올드보이; rr: Oldeuboi; MR: Oldŭboi; bra: Oldboy ou Old Boy; prt: Oldboy - Velho Amigo) é um filme sul-coreano de 2003, dos gêneros mistério, suspense, drama e ação, dirigido por Park Chan-wook, baseado no mangá japonês de mesmo nome escrita por Nobuaki Minegishi e Garon Tsuchiya.
O filme segue a história de um indivíduo chamado Oh Dae-su, que fica trancado num quarto de hotel por 15 anos sem saber o motivo de seus captores. Quando finalmente é libertado, Dae-su se vê preso numa rede de conspiração e violência. Sua busca por vingança acaba se entrelaçando com um romance quando se apaixona por uma atraente chef de sushis.
Oldboy é o segundo filme da Trilogia da Vingança de Park Chan-wook. O primeiro é Boksuneun naui geot (2002) e o terceiro é Chinjeolhan geumjassi (2005).
Um remake americano, dirigido por Spike Lee, foi lançado em 2013.
Em fevereiro de 2022, a Europa Filmes iniciou a pré-venda no Brasil da edição limitada e definitiva do filme em blu-ray em parceria com a Versátil Home Vídeo, que será lançado exclusivamente na loja virtual Versátil HV.

## Sinopse
Oh Dae-su (Choi Min-sik) é um homem comum, bem-casado e pai de uma garota de 3 anos, que é levado a uma delegacia por estar alcoolizado. Ao sair, ele liga para casa de uma cabine telefônica e logo em seguida desaparece, deixando como pista apenas o presente de aniversário que havia comprado para a filha. Pouco depois ele percebe estar em uma estranha prisão, que na verdade é um quarto de hotel onde há apenas uma televisão ligada, no qual recebe pouca comida na porta e respira um gás que o faz dormir diariamente. Pelo noticiário ele descobre ser o principal suspeito do assassinato brutal de sua esposa. Isso o leva a tentar o suicídio, mas fracassa, e a partir de então ele tenta se adaptar à escuridão de seu quarto e a preparar corpo e mente para a pena a que está injustamente condenado.

## Elenco
- Choi Min-sik como Oh Dae-su
- Yoo Ji-tae como Lee Woo-jin
- Kang Hye-jung como Mi-do
- Ji Dae-han como No Joo-hwan
- Kim Byeong-ok como Sr. Han
- Oh Tae-kyung como o jovem Dae-su

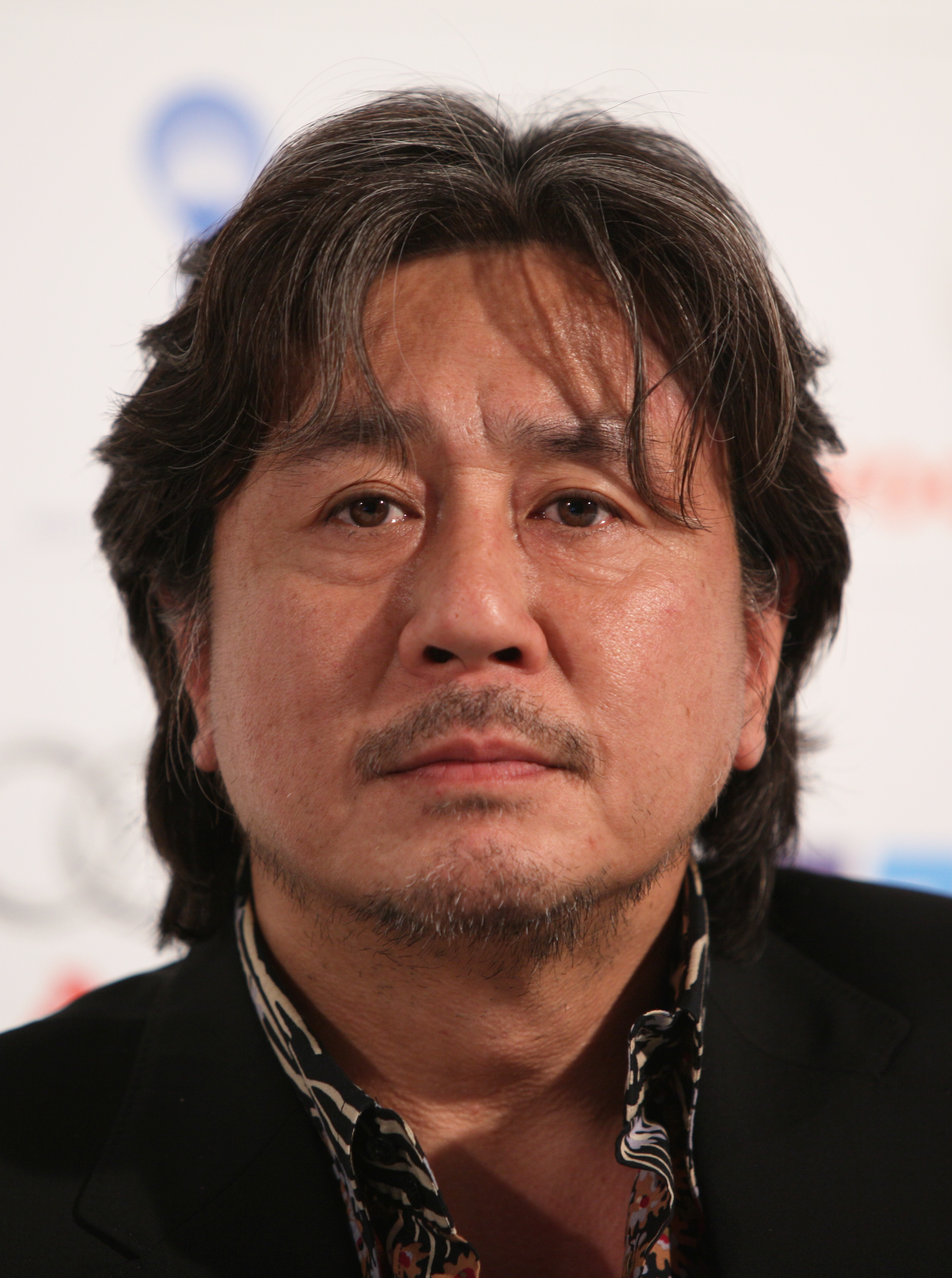
Choi Min-sik

- Ahn Yeon-seok como o jovem Woo-jin
- Kim Han-joon como o amante de Grace Gee
- Woo Il-han como o jovem Joo-hwan
- Yoon Jin-seo como Lee Soo-ah: irmã de Woo-jin
- Oh Dal-su como Park Cheol-woong

## Recepção
O filme venceu o Grand Prix na edição de 2004 do Festival de Cannes, e foi muito elogiado pelo presidente do júri naquele ano, o diretor americano Quentin Tarantino. Também recebeu elogios da crítica especializada nos Estados Unidos, conquistando uma qualificação de 81% "Certified Fresh" no site agregador de críticas Rotten Tomatoes. O crítico Roger Ebert afirmou que Oldboy é um "filme poderoso, não devido ao que retrata, mas devido às profundezas do coração humano que ele desnuda." Em 2008, uma votação entre os espectadores da rede de televisão americana CNN situou o filme entre os dez melhores filmes já feitos no cinema asiático.